# アレックス・マクスウィーニー
アレックス・マクスウィーニー（Alex McSweeney、1984年11月11日 - ）は、2003年から2004年まで『イーストエンダーズ』でグラハム・フォスター役を演じていたことで知られる、イギリスの俳優。他に出演した番組には、『法医学捜査班 silent witness』や『ホルビー・シティー』がある。2007年には『オックスフォードミステリー ルイス警部』に出演したほか、2009年には『プライミーバル』シリーズ3でワイルダー大尉役を演じた。

## キャリア
ロンドン舞台芸術学校(London Academy of Performing Arts)とアカデミー・ドラマ・スクールで練習を積んだ後、1998年と2004年にドラマ『The Bill』でエディ・ピーコック役とデイヴィッド・ラドフォード役を演じた。2003年にはフォックスネットワークのコメディドラマシリーズ『Keen Eddie』に出演、シエナ・ミラーと共演した。
2008年には、スティーヴン・バーコフによるシアター・ロイヤル・ヘイマーケットでの On The Waterfront に出演した。
2011年夏、エディンバラ・フェスティバル・フリンジでのスティーヴン・バーコフによる "Oedipus" の出演中、アレックスは演劇 A Hero of Our Time に出演する若い俳優たちを監督した。劇はミハイル・レールモントフの小説を下敷きにしてアレックスが脚本を執筆したもので、批評家からは一般に良い評価を受けた。
2013年からは『Holloyoaks』のサイクス役を演じ、2014年4月にギャングスターのフレイザー・ブラックがそのキャラクターを殺害するまで出演した。2015年には、BBCのドラマ『Doctors』でバイク事故を受けた指導者の役を演じた。 
2016年3月に放送された『Call the Midwife』のエピソードで、彼はジョー・ブラッカーを演じた。
俳優としての実績と別に、彼は博士でもあり、ロンドンの大学二ヶ所で英語とドラマを講義している。キングストン大学ではドラマを講義し、ロンドン・サウスバンク大学では英語とクリエイティブ・ライティングの主任講師である 。
彼は2013年 - 2014年の第一次世界大戦の女性軍需労働者をテーマとする劇 'Out of the Cage' の脚本を執筆した。この劇のナショナルツアーは2017年に実施された。
その後彼は2017年にドラマ『刑事モース〜オックスフォード事件簿〜』にテレンス・ベイクウェル役で出演した。